# Parc floral de París
El parc floral de París és un parc urbà i un jardí botànic situat al Bosc de Vincennes, al  12è districte de París.
És un dels quatre pols del Jardí botànic de París amb el Parc de Bagatelle i el Jardí dels hivernacles d'Auteuil al Bosc de Boulogne i l'Arborètum de l'escola del Breuil al Bosc de Vincennes.

## Històric
Al segle xix, el Bosc de Vincennes era un terreny d'entrenament militar. Fou aclarit per deixar lloc a les casernes, camps de maniobres i turons de tir. Napoleó III cedeix el 1860 el bosc a la ciutat de París perquè sigui transformat en un parc simètric del bosc de Boulogne.
- Al final dels anys 1960 i en ocasió de les Terceres Floralies Internacionals, se cerca un lloc al bosc per a celebrar-hi la manifestació.
- La concepció i la realització del Parc van ser confiades a l'arquitecte paisatgista Daniel Collin. L'indret escollit - els antics terrenys militars desafectats de La Cartoucherie i de la Pyramide - va ser totalment remodelat. Només la pineda existent i els seus pins de Còrsega va ser conservada.
- El Parc floral va ser inaugurat el 1969. Amb 31 hectàrees, va ser el major espai verd creat a París d'ençà la fi del Segon Imperi. Quinze mesos de treballs hauran calgut abans no fossin efectuades les primeres plantacions.

### La influència del Japó
- L'arquitectura del Parc s'inspira molt lliurement en l'estil japonès popularitzat a l'època de la seva concepció pels Jocs Olímpics de Tòquio de 1964. Els envolats de les teulades del restaurant i les ones de llambordes de l'entrada sud recorden l'Estadi Olímpic de  Yoyogi per Kenzō Tange.
- La manera d'articular els 28 pavellons i els celoberts hortícoles per temes fa pensar en l'arquitectura de la Vil·la Imperial de Katsura. Les teulades desbordants, els passeigs semi coberts persones ofegades en la vegetació i les carcasses ortogonals dels pavellons són molt semblants al seu model. El parc comprèn igualment un hall que serveix de centre d'exposicions i de manifestacions.[1]

El tractament de finor d'aquestes referències dona a l'indret una elegància i una personalitat a banda entre els jardins contemporanis.

### Un parc d'escultures
- En el marc de la disposició del Parc, Bernard Anthonioz[2] va desenvolupar una política d'encàrrecs amb joves artistes, Stahly, Agam, Penalba, Tinguely, Jean-Pierre Raynaud o de cirurgians plàstics confirmats com Giacometti o Calder. Per primera vegada, entre 1969 i 1971, es van realitzar encàrrecs efímers.  Arxivat 2009-05-17 a Wayback Machine.

### La temàtica dels paisatges

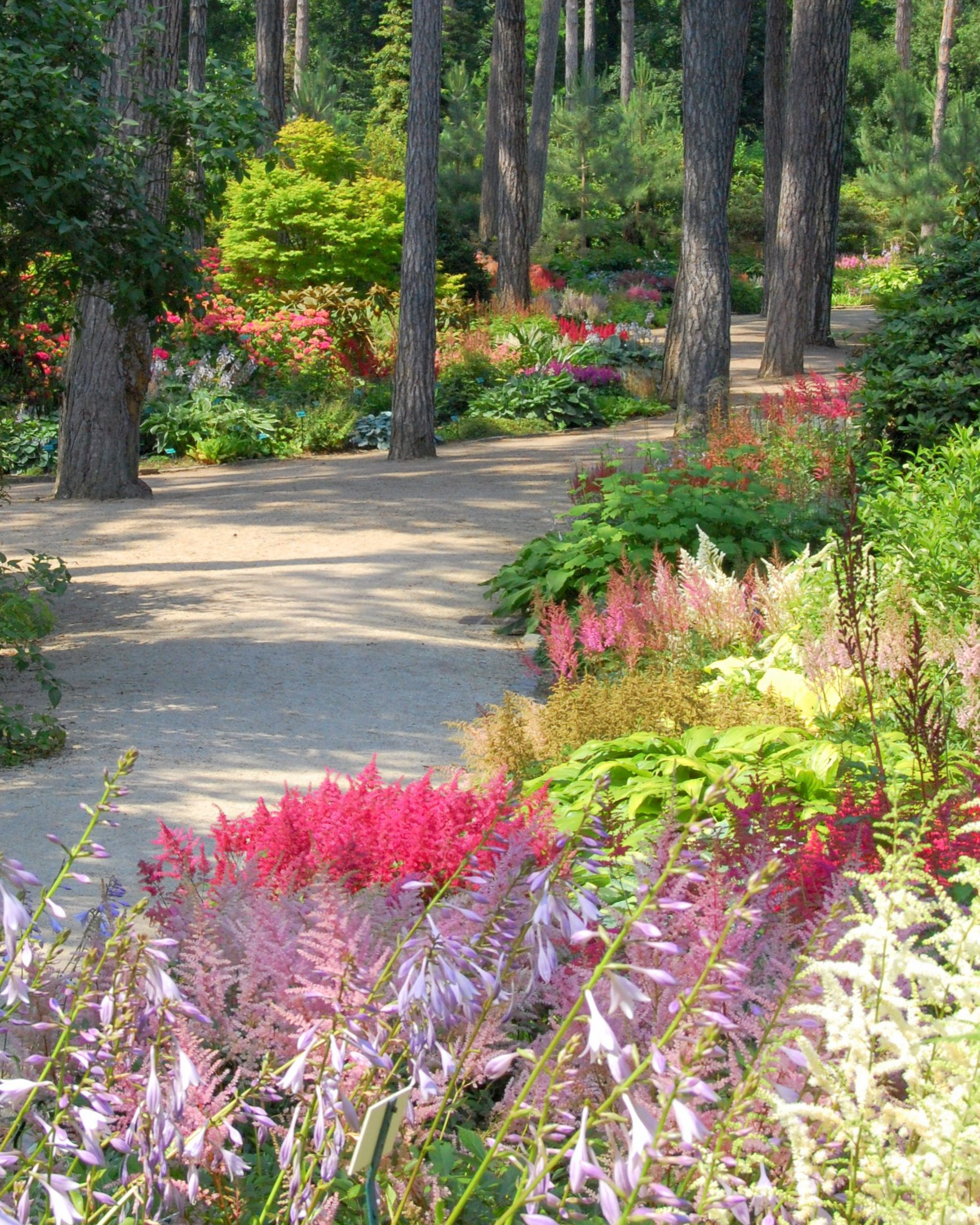
La pineda

- El parc conté una col·lecció única de 650  iris diferents.
- El Parc ofereix una articulació molt hàbil de diversos temes vegetals: praderia de bulbs, mirall d'aigua amb la seva font monumental de François Stahly, vall de les flors, pineda i la seva vegetació d'azalees, de rododendres i de camèlies, paisatges aquàtics o camperols.
- El parc protegeix 7951 tàxons[3] referenciats de flors, bulbs i arbres, destacant les col·leccions nacionals de geranis, d'astilbes i d'iris, així com una col·lecció de  falgueres rústiques i de paeonia herbàcies.
- El Parc Floral organitza cada tardor un concurs internacional de  dàlies i presenta a la primavera més de 250 varietats de  tulipes.
- El parc és oficialment reconegut com a jardí botànic d'ençà 1998.

## Accés
El Parc Floral de París està situat al bosc de Vincennes, de cara a l'esplanada sud del castell de Vincennes.
- És accessible per la línia de metro N°1.
- És obert al públic tots els dies de l'any a tarifes variant de 0,5 a 4 € segons les estacions i les floracions.
- D'ençà l'1 d'octubre de 2006, és obert gratuïtament al públic tot l'any, tret dels dimecres, dissabtes i diumenges durant el període que va de començament juny a final de setembre. La tarifació és de 5 €, 2,5 € per a demi-tarif i gratuït per als nens de menys de 7 anys.
- Al parc hi ha dos restaurants, un lloc d'espectacles (l'Espace Delta) a semi aire lliure, un teatre i un espectacle de titelles així com un vast espai de jocs per a nens.

Visitar prefernetment les estacions de floració (abril a juny i setembre-octubre) per apreciar la diversitat de les seves col·leccions.

### Galeria

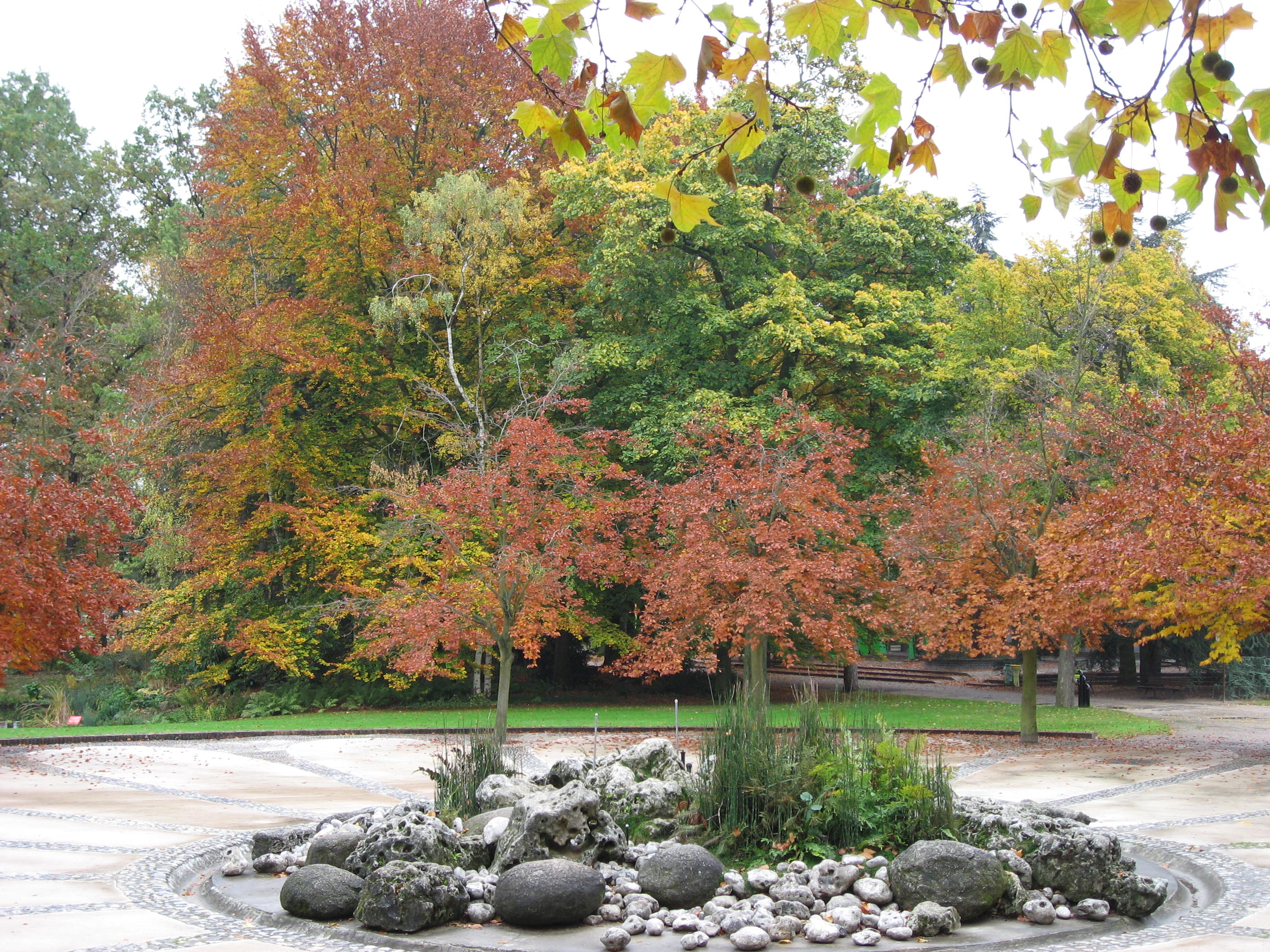
Una meravella a la tardor
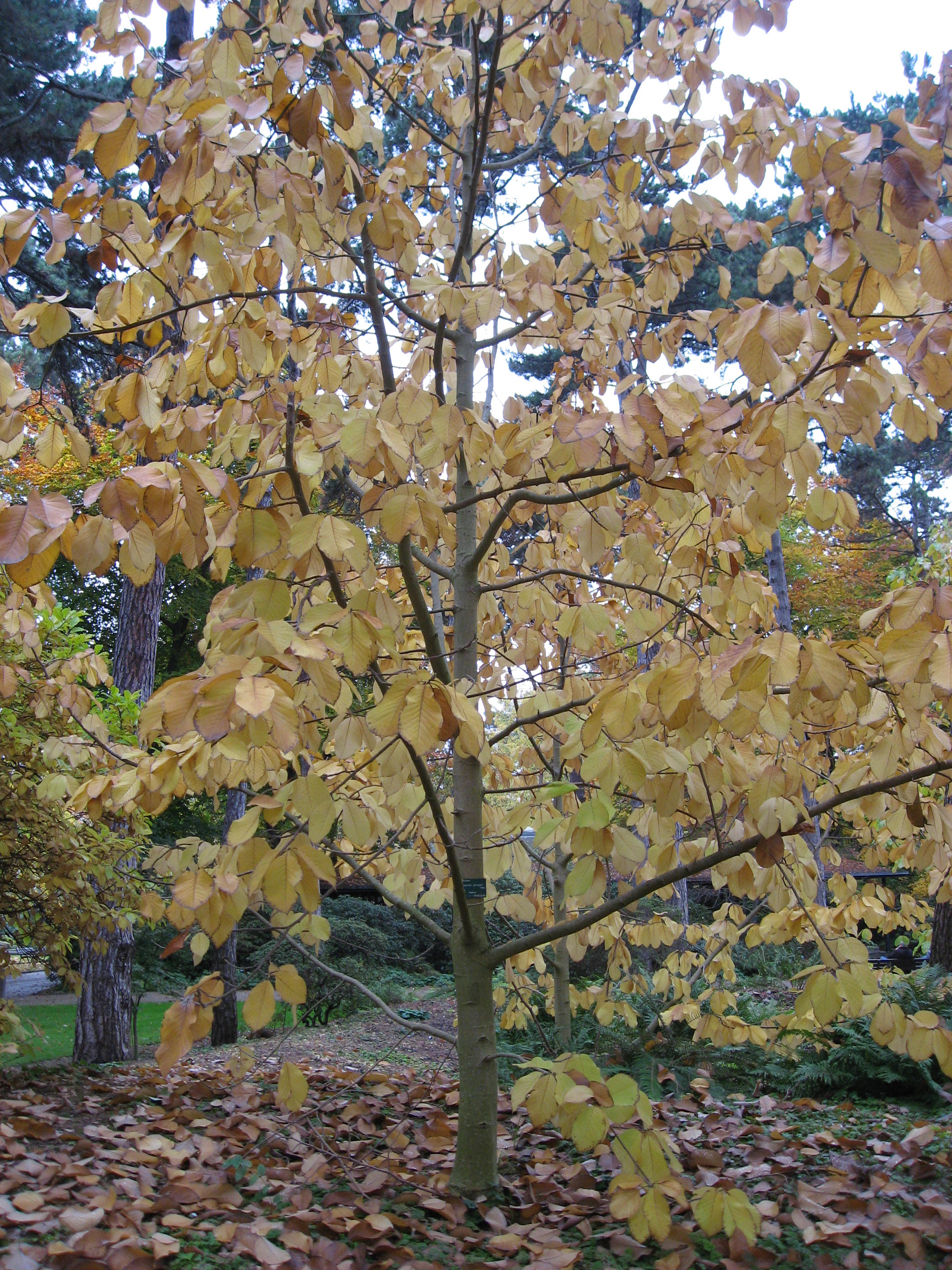
Magnolia sprengeri
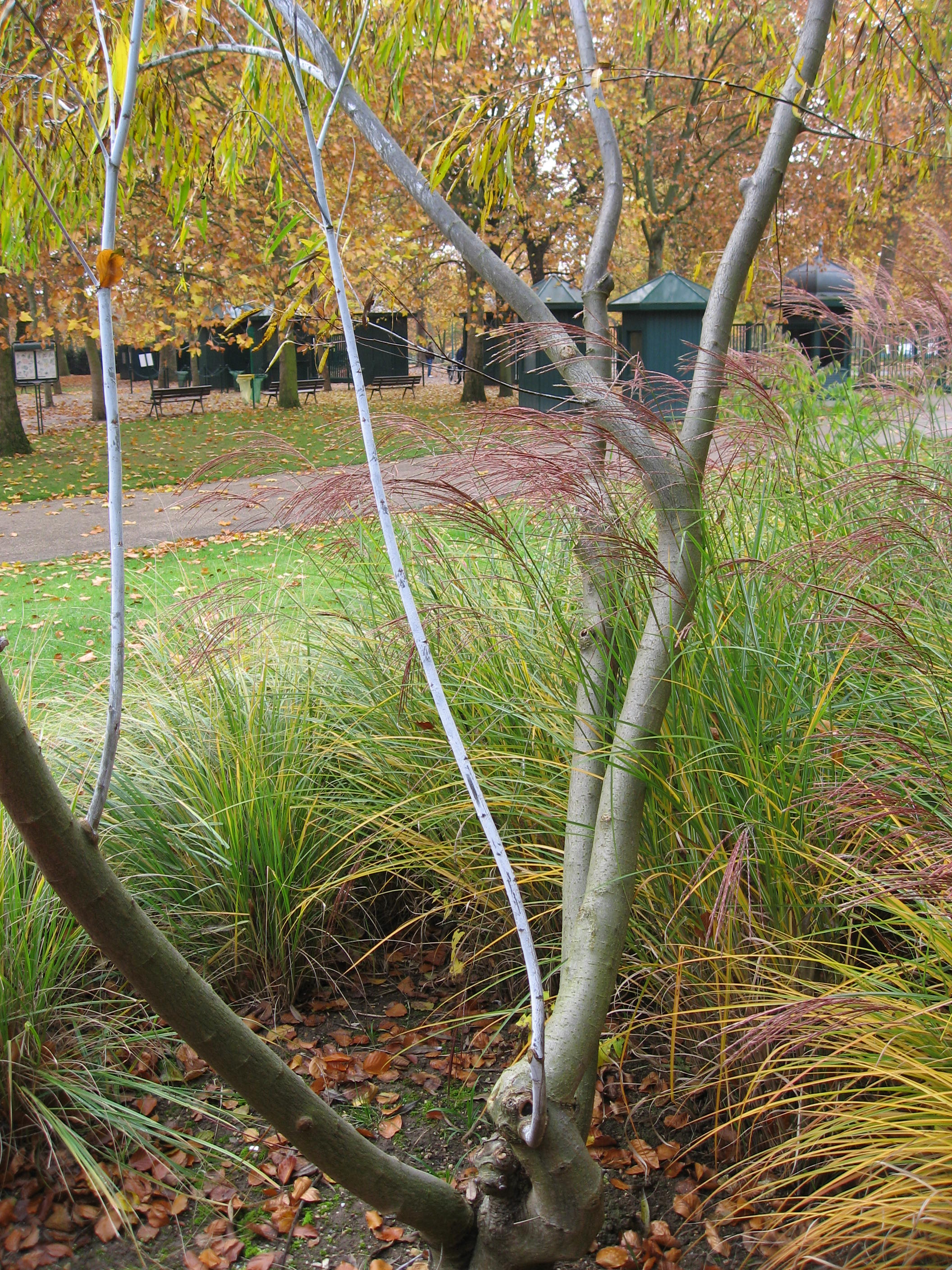
Salix udensis
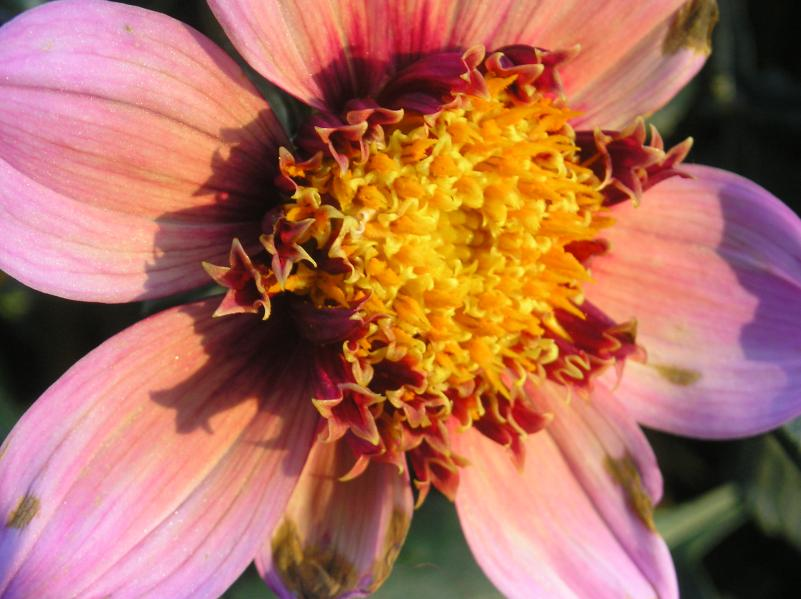
Dàlia
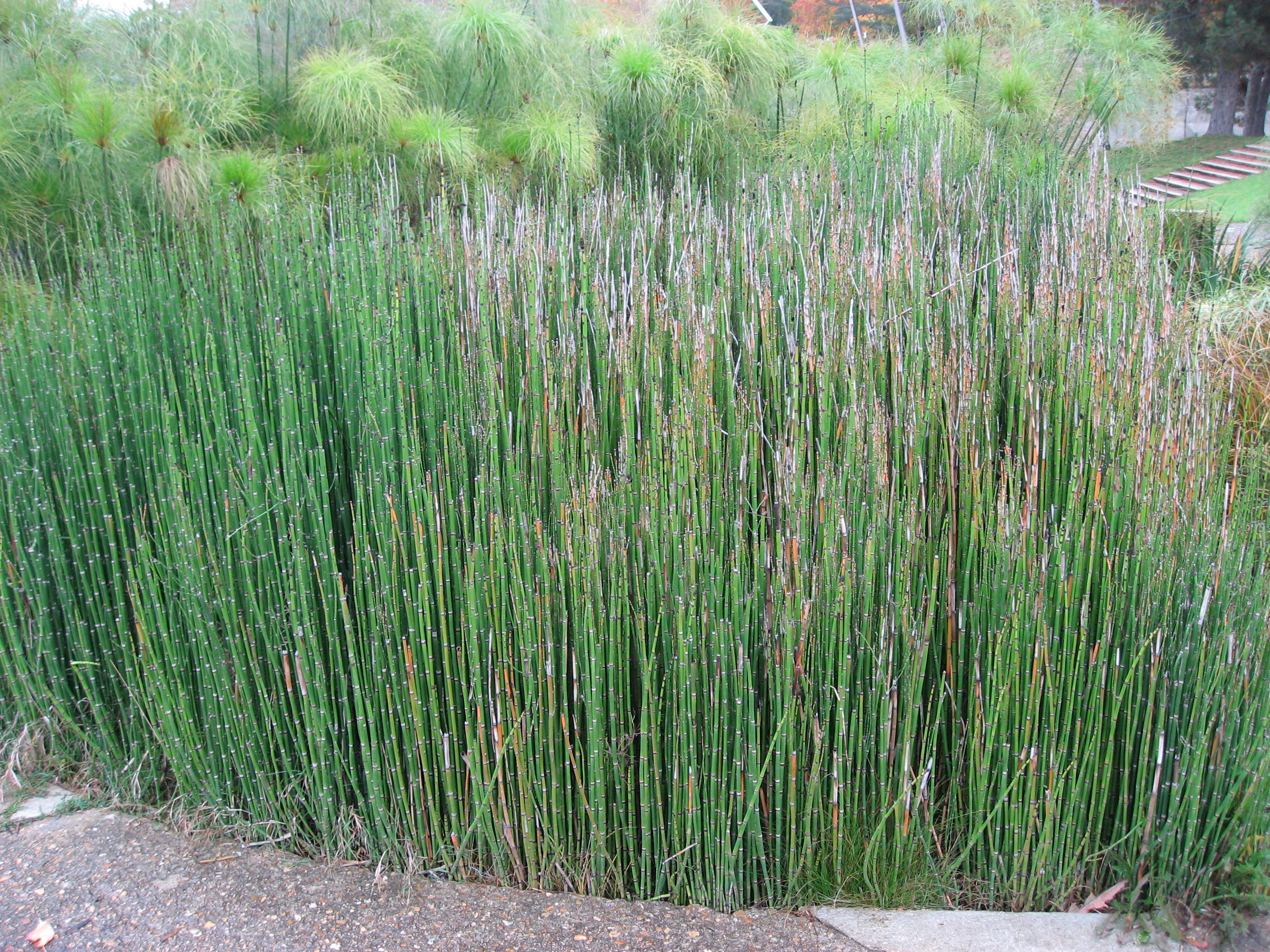
Equisetum camtschatcense
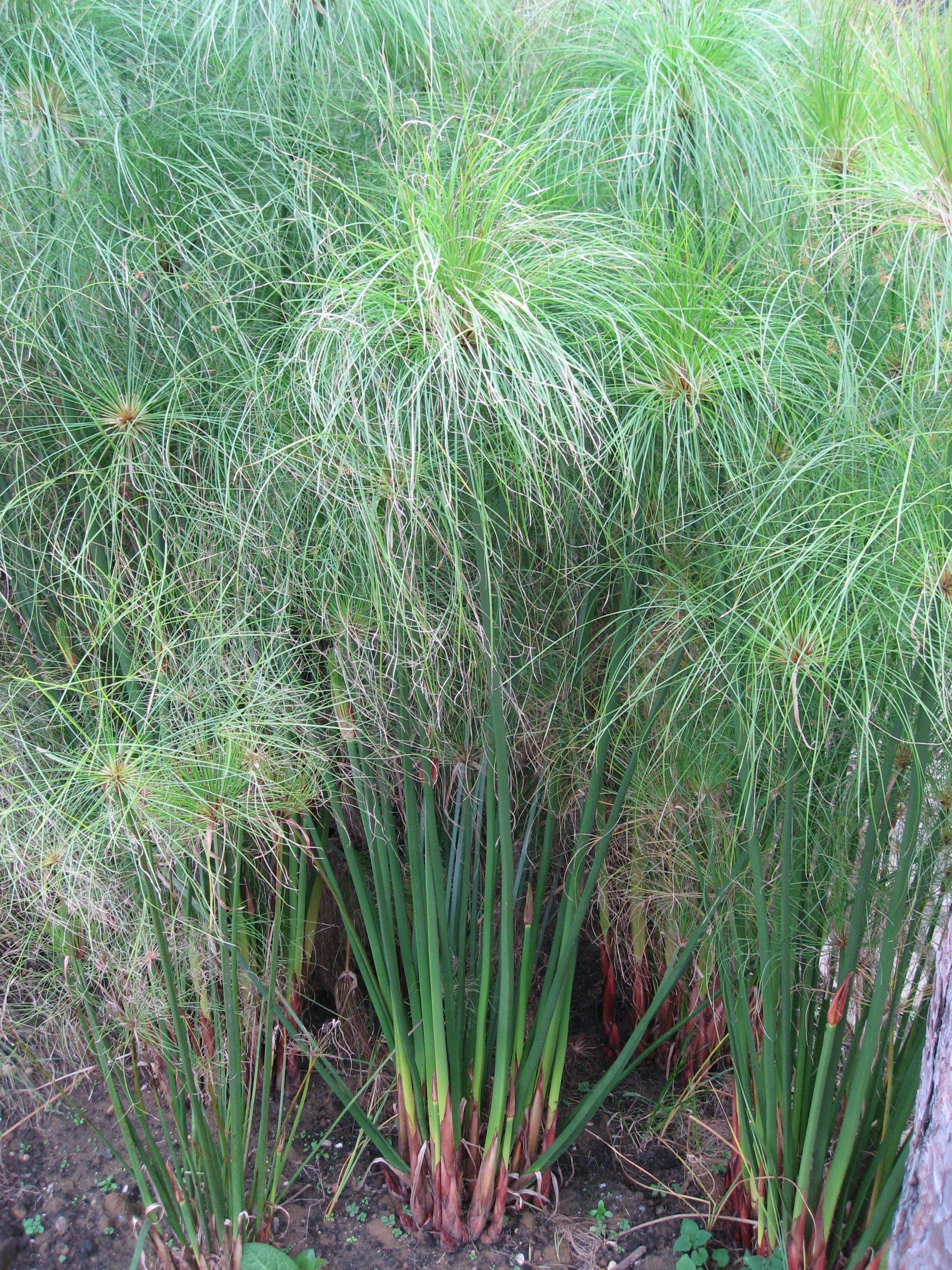
Cyperus papyrus